# Parmena sericata
Parmena sericata är en skalbaggsart som beskrevs av Gianfranco Sama 1996. Parmena sericata ingår i släktet Parmena och familjen långhorningar. Inga underarter finns listade i Catalogue of Life.